# Arkadi Wladimirowitsch Dworkowitsch

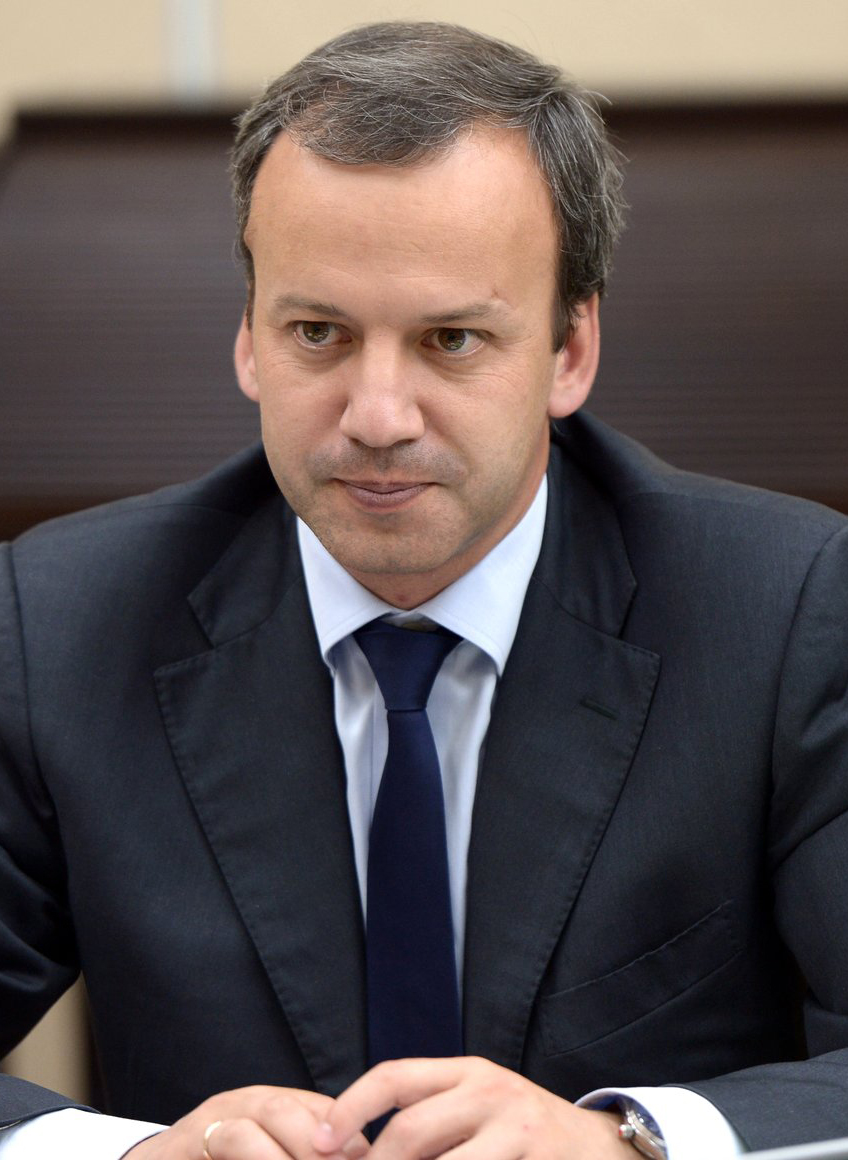
Arkadi Dworkowitsch (2015)

Arkadi Wladimirowitsch Dworkowitsch (russisch Аркадий Владимирович Дворкович; * 26. März 1972 in Moskau) ist ein russischer liberaler Ökonom und Politiker. Von Mai 2008 bis Mai 2012 war er einer von fünf persönlichen Beratern des Präsidenten der Russischen Föderation. Von Mai 2012 bis 2018 war er einer der Stellvertretenden Ministerpräsidenten in der Regierung der Russischen Föderation. Er bekleidet den Rang eines Wirklichen Staatsrats 1. Klasse der Russischen Föderation.
Sein Vater Wladimir Jakowlewitsch Dworkowitsch (russisch Владимир Яковлевич Дворкович) (1937–2005) war ein international bekannter Schachschiedsrichter. Seit Oktober 2018 ist Dworkowitsch Präsident des Weltschachverbandes FIDE. Seit 2017 ist er auch Aufsichtsratsmitglied der staatlichen russischen Rosselchosbank (russisch Россельхозбанк, deutsch Landwirtschaftsbank).

## Leben
Arkadi Dworkowitsch besuchte die Mittelschule 444 in Moskau. Er schloss 1994 sein Studium an der Lomonossow-Universität in Wirtschafts-Kybernetik ab und 1996 als einer der Absolventen des ersten Jahrgangs an der Moskauer Wirtschaftshochschule New Economic School in Wirtschaftswissenschaften. An der Duke-Universität in Durham (North Carolina), einer der renommiertesten US-Universitäten, schloss er 1997 mit einem Master in Wirtschaftswissenschaften ab.
Dworkowitsch gilt als Spezialist für die Regulierung der Wirtschaft, für Finanzmanagement und Steuerplanung. Die New Yorker Zeitschrift BusinessWeek nahm ihn 2003 in die Liste der 50 wichtigsten Politiker der Welt auf. Arkadi Dworkowitsch spricht fließend Englisch und Deutsch.
Im Oktober 2016 war nach dem Machtkampf um Baschneft von einer Kabinettsumbildung und dem dortigen Ausscheiden Dworkowitschs die Rede; ein möglicher Chefposten für Dworkowitsch wäre die Staatliche Russische Eisenbahn gewesen.
Dworkowitsch war ab 2018 Vorsitzender des Stiftungsrats des Innovationszentrums Skolkowo, bis er im März 2022 den Vorsitz niederlegte, nachdem er sich für eine friedliche Lösung im Russland-Ukraine-Krieg ausgesprochen hatte und daraufhin angefeindet worden war.

## Politische Karriere
- 1994: Berater, Senior Expert, CEO, wissenschaftlicher Direktor der Wirtschafts-Expertengruppe im russischen Finanzministerium
- 2000: Experte des Center for Strategic Research[8]
- August 2000: Berater des Ministers für wirtschaftliche Entwicklung und Handel, German Gref
- 2001: Stellvertretender Minister für wirtschaftliche Entwicklung und Handel
- April 2004: Leiter der Moskauer Economic Expert Group (EEG),[9] einem Think Tank des Präsidenten
- Seit 13. Mai 2008: Persönlicher Wirtschaftsberater des Präsidenten
- Seit Mai 2012: Stellvertretender Ministerpräsident

Am 19. Mai 2008 wurde Dworkowitsch von Dmitri Medwedew als Chefunterhändler des russischen Präsidenten zum G-8-Gipfeltreffen in Tōyako entsandt. Zum G8-Gipfel in Camp David 2012 kündigte Dworkowitsch an, dass sich die russische Regierung gegen die Verabschiedung unausgewogener Erklärungen der G8 zum Umgang mit Irans Atomprogramm und dem Aufstand in Syrien einsetzen werde, die dann die Rolle einer Vorentscheidung im UNO-Sicherheitsrat spielen könnten.
Während des WEF in Davos im Jahr 2018 erklärte er, es gäbe in Russland keine Oligarchen mehr, sondern nur staatsdienende Unternehmer.

## Sportfunktionär

### Organisation der Fußball-Weltmeisterschaft 2018
In den Jahren von 2006 bis 2009 war Dworkowitsch im Vorstand der Russischen Fußball-Union und leitete dort die Jugendförderung. Er war der Leiter der Organisation der Fußball-Weltmeisterschaft 2018.

### Russischer Schachverband
Ab 2007 war Dworkowitsch zunächst Vize-Präsident des russischen Schachverbandes und von 2010 bis 2014 Vorsitzender von dessen Aufsichtsrat. Als solcher war er verantwortlich für die Entwicklung der Schachjugend sowie für die allgemeine Förderung des Schachspiels in Russland. Auch nach dem russischen Überfall auf die Ukraine 2022 blieb er Mitglied des Aufsichtsrates des russischen Schachverbandes, an der Seite von Verteidigungsminister Sergei Schoigu und Wladimir Putins Pressesprecher Dmitri Peskow.

### FIDE-Präsident
Schach ist in Russland hoch politisch. Während der Wahl zum Präsidenten der FIDE 2018 waren Diplomaten, Banken- und Konzernmanager eingesetzt worden, welche einerseits Geld versprachen, andererseits mit politischem Druck drohten. Dworkowitsch versprach seinerseits die Säuberung des Verbandes von Korruption.
Unter Dworkowitschs Leitung entschied die FIDE nach dem Beginn des russischen Überfalls auf die Ukraine,
1. dass die Schacholympiade 2022 nicht in Moskau (Russland), sondern in Chennai (Indien) stattfindet
2. dass russische Mannschaften von der Olympiade ausgeschlossen sind
3. dass russische Schachspieler nicht mehr offiziell für Russland spielen, sondern unter der Flagge der FIDE auftreten.

Außerdem wurde unter seiner Leitung der russische Schachspieler Sergei Karjakin für die Dauer von sechs Monaten für alle von der FIDE gewerteten Turniere weltweit gesperrt, weil dieser sich für den Angriffskrieg Russlands ausgesprochen und Pro-Putin-Propaganda geteilt hatte. Dworkowitsch wurde daraufhin Verrat an Russland vorgeworfen.

## Privates
Dworkowitsch ist seit August 2000 mit Sumrud Chandadaschewna Rustamowa (russisch Зумруд Хандадашевна Рустамова) verheiratet, der ehemaligen stellvertretenden Ministerin für staatliches Eigentum, die heute im Vorstand des russischen Bergbauunternehmens Polymetall und der russischen Entwicklungsbank ist. Dworkowitsch hatte sie Anfang 2000 bei einer Dienstreise nach Tübingen (Deutschland) kennengelernt. Aus der Ehe gingen drei Söhne hervor.